# Ismail Essam
Ismail Essam, född 5 augusti 1967, är en egyptisk bågskytt. Han deltog vid olympiska sommarspelen 2000 och 2004.